# 加文·霍斯伯勒
加文·霍斯伯勒（英語：Gavin Horsburgh，1997年8月26日—），英国男子赛艇运动员。他曾代表英国参加美国萨拉索塔举行的2017年世界赛艇锦标赛，获得男子轻量级四人双桨银牌。